# Orderville (Utah)
Orderville es una localidad en el condado de Kane, estado de Utah, Estados Unidos. Según el censo de 2000 la población era de 596 habitantes.

## Geografía
Orderville se encuentra en las coordenadas 37°15′44″N 112°39′12″O / 37.26222, -112.65333.
Según la oficina del censo de Estados Unidos, la localidad tiene una superficie total de 23m8 km². No tiene superficie cubierta de agua.
- Datos: Q483345
- Multimedia: Orderville, Utah / Q483345